# Derk Boerrigter
Derk Boerrigter est un footballeur néerlandais, né le 16 octobre 1986 à Oldenzaal. Il évolue comme ailier.

## Carrière
Boerrigter a joué dans sa jeunesse pour Quick'20 de Oldenzaal. À l'âge de douze ans, il a été repéré et recruté par le FC Twente, où il est passé par les diverses équipes de jeunes de l'académie de football. Il est repéré par l'Ajax et le PSV. À l'été 2005 il signe un contrat de deux ans avec l'Ajax. Boerrigter fait quelques apparitions avec l'équipe une, mais reste sur le banc.

### Prêt au HFC Haarlem
Il est prêté à l'hiver 2006/2007 au Haarlem HFC. Pour ce club, il fait ses débuts en Championnat des Pays-Bas de football et marque un but en huit matchs.

### FC Zwolle
Après l'expiration de son contrat avec l'Ajax à l'été de 2007, Boerrigter signe un contrat d'un an pour FC Zwolle. Il devient un joueur de base, joue régulièrement et met onze buts en 63 matches . Ses performances ne passent pas inaperçues.

### RKC Waalwijk
Boerrigter s'installe à Waalwijk. Le 1er août 2009, il fait ses débuts en Eredivisie dans un match du RKC Waalwijk contre le FC Utrecht. Boerrigter au RKC devient rapidement  un joueur de base. 

### AFC Ajax
Boerrigter est recruté par l'Ajax. Il signe un contrat Le 21 mai 2011 jusqu'en 2014. Le numéro 21 lui est attribué . Il fait ses débuts sur le terrain le 30 juillet 2011 lors de la défaite 2-1 contre le FC Twente. À la 66e minute, il remplace l'Islandais Kolbeinn Sigthorsson. Pour son premier match titulaire de ligue majeure pour l'Ajax, il marque son premier but pour l'Ajax contre le SC Heerenveen.

### Équipe nationale
Le 26 octobre 2011, il est présélectionné dans la liste préliminaire de l'équipe nationale hollandaise pour les matches amicaux contre la Suisse et l'Allemagne.

## Palmarès
- RKC Waalwijk
  - Vainqueur de l'Eerste divisie en 2011.

- Ajax Amsterdam
  - Champion des Pays-Bas en 2012 et 2013.

- Celtic Glasgow
  - Champion d'Écosse en 2014 et 2015.